# Marc Crawford
Marc Joseph John Crawford (Belleville, 13 febbraio 1961) è un allenatore di hockey su ghiaccio ed ex hockeista su ghiaccio canadese, di ruolo ala sinistra. Ha allenato diverse squadre della National Hockey League, inclusi i Colorado Avalanche con cui ha conquistato la Stanley Cup nel 1996 mentre da giocatore ha vestito la maglia dei Vancouver Canucks.

## Carriera

### Club
Crawford fu selezionato dai Vancouver Canucks in occasione dell'NHL Entry Draft 1980 al quarto giro, in settantesima posizione assoluta. Dopo tre stagioni trascorse nella formazione giovanile della QMJHL dei Cornwall Royals, si unì ai Canucks a partire dalla stagione 1981-82.
Nella stagione da rookie Crawford arrivò insieme alla formazione di Vancouver alla finale della Stanley Cup, nella quale furono sconfitti dai New York Islanders per 4-0.
Durante le sei stagioni trascorse in NHL Crawford divise molto del suo tempo fra gli impegni con Vancouver con quelli nella formazione affiliata in American Hockey League dei Fredericton Express. Dovendo trasferirsi numerose volte nel corso della stagione fra le due città, distanti fra loro oltre 5.000 chilometri, si guadagnò fra i tifosi il soprannome "747".
In totale Crawford fu capace di segnare 20 reti e di fornire 33 assist ai compagni in 196 partite disputate in NHL. Dopo una stagione trascorsa in IHL con i Milwaukee Admirals Crawford annunciò il ritiro dall'attività agonistica.

### Allenatore
Subito dopo il ritiro da giocatore Crawford accettò l'incarico di allenatore in Ontario Hockey League dei Cornwall Royals, la stessa con cui aveva giocato in QMJHL. Dopo due stagioni a Cornwall Crawford passò ad allenare in AHL la formazione dei St. John's Maple Leafs, guidandola alle finali della Calder Cup del 1992 dove fu superata dagli Adirondack Red Wings. L'anno seguente Crawford fu premiato con il Louis A. R. Pieri Memorial Award come miglior allenatore della AHL.
Nella stagione 1994-1995, accorciata a causa del lockout, Crawford fece un ottimo esordio in NHL sulla panchina dei Quebec Nordiques, tanto da essere il più giovane allenatore della NHL ad essere stato premiato con il Jack Adams Award.
La stagione successiva vide il trasferimento della franchigia dei Nordiques in Colorado, dove diventarono gli Avalanche, e Crawford vinse il primo titolo della carriera conquistando le finali della Stanley Cup sconfiggendo i Florida Panthers in quattro partite. Crawford continuò con successo ad allenare gli Avalanche nelle due stagioni successive, tuttavia dopo un'eliminazione precoce nei playoff 1998 il 27 maggio 1998 Crawford annunciò le proprie dimissioni. Nonostante la fiducia riposta in lui da parte del general manager Pierre Lacroix, disposto ad un prolungamento per un'altra stagione, Crawford decise di andarsene in cerca di una nuova avventura.
Prima delle sue dimissioni dalla panchina degli Avalanche Crawford fu inoltre scelto come allenatore del Canada al torneo olimpico di Nagano 1998, il primo a cui presero parte le stelle della NHL. Suscitò molte critiche la scelta dei giocatori in occasione degli shootout in semifinale contro la Repubblica Ceca, persi poi dal Canada, dai quali furono esclusi campioni come Wayne Gretzky e Steve Yzerman. Il torneo si concluse al quarto posto, fuori dalla zona medaglie.
Dopo un breve periodo trascorso come commentatore televisivo Crawford sostituì Mike Keenan alla guida dei Vancouver Canucks nel corso della stagione 1998-99. A Vancouver sviluppò un lungo lavoro di ricostruzione della squadra, portandola con costanza ai playoff dopo alcune stagioni difficili. Dopo un anno e mezzo Crawford riportò per la prima volta Vancouver ai playoff, dove tuttavia furono sconfitti dalla sua ex-squadra, gli Avalanche. Nella stagione 2002-03 i risultati di Vancouver migliorarono ancora, arrivando al record della franchigia di 104 punti in stagione regolare. L'anno dopo conquistarono il titolo della Northwest Division a scapito degli Avalanche. Nonostante i successi di Vancouver in stagione regolare solo una volta passarono il primo turno dei playoff. Dopo l'eliminazione dei Canucks dai playoff 2006 Crawford fu licenziato e sostituito da Alain Vigneault.
In sei stagioni e mezza con i Canucks Crawford risultò l'allenatore più longevo e vincente della storia della franchigia, con 529 partite allenate e 246 vittorie. Il 3 febbraio 2006 diventò il terzo allenatore più giovane della NHL capace di arrivare a quota 400 vittorie in carriera. A 48 anni e 342 giorni fu battuto solo da Scotty Bowman e da Glen Sather.
Poco dopo un mese dal licenziamento Crawford trovò posto sulla panchina dei Los Angeles Kings, squadra in una condizione simile a quella che aveva trovato appena giunto a Vancouver. Tuttavia con i Kings riuscì a concludere solo due stagioni, senza arrivare all'obiettivo dei playoff. Pertanto il 10 giugno 2008 Crawford fu licenziato dai Kings nonostante un'ulteriore stagione garantita dal proprio contratto. Un anno dopo il licenziamento da parte dei Los Angeles Kings Crawford ritrovò posto in NHL alla guida dei Dallas Stars, chiamato dal general manager Joe Nieuwendyk a sostituire Dave Tippett. Dopo due anni il 12 aprile 2011 Crawford lasciò la panchina di Dallas; decisiva fu la sconfitta all'ultima giornata contro i Minnesota Wild, costata l'ottavo ed ultimo posto decisivo per accedere ai playoff nella Western Conference.
A dicembre ricoprì l'incarico di allenatore del Team Canada alla Coppa Spengler del 2011. Il 2 luglio 2012 ritornò in Svizzera per raccogliere l'eredità di Bob Hartley alla guida dei ZSC Lions, campioni svizzeri in carica. Con i Lions vinse il campionato svizzero 2013-2014.

## Palmarès

### Allenatore

#### Club
- Stanley Cup: 1

Colorado: 1995-1996
- Campionato svizzero: 2

Zurigo: 2013-2014 e 2023-2024
- Coppa Svizzera: 1

Zurigo: 2015-2016

#### Individuale
- Jack Adams Award: 1

1994-1995
- Louis A. R. Pieri Memorial Award: 1

1992-1993